# 李言藹
李言藹（?—?），山東省安邱縣人，清朝政治人物、進士出身。
光緒三十年，會試第222名；殿試登進士二甲64名，后授以主事分部學習。